# Collegio uninominale Emilia-Romagna - 03 (Camera dei deputati 2017)
Il collegio elettorale uninominale Emilia-Romagna - 03 è stato un collegio elettorale uninominale della Repubblica Italiana per l'elezione della Camera dei deputati tra il 2017 ed il 2022.

## Territorio
Come previsto dalla legge elettorale italiana del 2017, il collegio era stato definito tramite decreto legislativo all'interno della circoscrizione Emilia-Romagna.
Era formato dal territorio di 10 comuni: Alfonsine, Bagnacavallo, Cervia, Conselice, Fusignano, Lugo, Massa Lombarda, Ravenna, Russi e Sant'Agata sul Santerno.
Il collegio era quindi interamente compreso nella provincia di Ravenna.
Il collegio era parte del collegio plurinominale Emilia-Romagna - 01.

## Eletti
| Elezione | Elezione | Deputato       | Partito             |
| -------- | -------- | -------------- | ------------------- |
|          | 2018     | Alberto Pagani | Partito Democratico |

## Dati elettorali

### XVIII legislatura
Come previsto dalla legge elettorale, 232 deputati erano eletti con sistema a maggioranza relativa in altrettanti collegi uninominali a turno unico.
| Candidati              | Candidati                | Voti    | %     | Liste                           | Voti    | %     |
| ---------------------- | ------------------------ | ------- | ----- | ------------------------------- | ------- | ----- |
|                        | Alberto Pagani ✔️ Eletto | 55 151  | 32,57 | Partito Democratico             | 48 732  | 28,78 |
| +Europa                | Alberto Pagani ✔️ Eletto | 55 151  | 32,57 | 4 364                           | 2,58    |       |
| Italia Europa Insieme  | Alberto Pagani ✔️ Eletto | 55 151  | 32,57 | 1 276                           | 0,75    |       |
| Civica Popolare        | Alberto Pagani ✔️ Eletto | 55 151  | 32,57 | 779                             | 0,46    |       |
|                        | Samantha Gardin          | 51 686  | 30,52 | Lega                            | 30 341  | 17,92 |
| Forza Italia           | Samantha Gardin          | 51 686  | 30,52 | 15 548                          | 9,18    |       |
| Fratelli d'Italia      | Samantha Gardin          | 51 686  | 30,52 | 4 795                           | 2,83    |       |
| Noi con l'Italia - UDC | Samantha Gardin          | 51 686  | 30,52 | 1 002                           | 0,59    |       |
|                        | David Zanforlin          | 47 245  | 27,90 | Movimento 5 Stelle              | 47 245  | 27,90 |
|                        | Ilaria Morigi            | 7 309   | 4,32  | Liberi e Uguali                 | 7 309   | 4,32  |
|                        | Canzio Visentin          | 1 768   | 1,04  | Partito Comunista               | 1 768   | 1,04  |
|                        | Filippo Cicognani        | 1 585   | 0,94  | Potere al Popolo!               | 1 585   | 0,94  |
|                        | Paolo Gambi              | 1 534   | 0,91  | PRI - ALA                       | 1 534   | 0,91  |
|                        | Stefano Gardini          | 1 171   | 0,69  | Il Popolo della Famiglia        | 1 171   | 0,69  |
|                        | Massimiliano Lilliu      | 892     | 0,53  | CasaPound                       | 892     | 0,53  |
|                        | Desideria Raggi          | 722     | 0,43  | Italia agli Italiani            | 722     | 0,43  |
|                        | Loretta Brasini          | 275     | 0,16  | Per una Sinistra Rivoluzionaria | 275     | 0,16  |
| Totale                 | Totale                   | 169 338 | 100   |                                 | 169 338 | 100   |
|                        |                          |         |       |                                 |         |       |
| Voti non validi        | Voti non validi          | 3 997   | 2,31  |                                 |         |       |
| Votanti                | Votanti                  | 173 335 | 78,98 |                                 |         |       |
| Elettori               | Elettori                 | 219 475 |       |                                 |         |       |